# 新確科技
新確科技有限公司(港交所：1063)（其前身為錫威國際集團有限公司）是香港產銷室內有線電話與無線電話（ cordless telephones ）、 DECT（糅合數碼無線電話）及其他電訊產品。2006年8月14日已成為在東京證券交易所上市的友利電股份有限公司旗下公司，最後因為未能得到支持，所以在2006年11月3日，友利電香港股份有限公司委派新確科技董事，全部請辭，因而引起對薄公堂。
其股份自於1994年5月10日在香港交易所主板上市。
主要股東：友利電香港股份有限公司佔20.01%股權（己出售），數目為82,000,000股；新確投資股份有限公司佔18.70%股權，數目為76,637,615股；陳錦添先生佔10.37%，數目為42,509,200股；大衛·韋伯先生佔4.80%股權（己出售），數目為19,672,000股；美國凱萬資產管理基金股份有限公司佔4.02%股權，數目為16,476,000股；其他所有股東佔42.09%股權，數目為172,448,442股。
到了2006年11月3日，友利電香港股份有限公司委派新確科技董事，全部請辭。而大衛·韋伯先生也低調地全面出售這類股份。
現任主席黃森捷。
附註：以下資料摘自新確科技有限公司2006年7月10日通告於信報刊登。

## 集團旗下公司
- 錫威電子（中國）有限公司
- 新確應用研究股份有限公司(前身為曼詩萊股份有限公司)
- 萬達鈴通訊有限公司
- 萬達鈴通訊（歐洲）股份有限公司
- 新確通訊（歐洲）股份有限公司
- 新確通訊有限公司
- 新確實業有限公司
- 新確銷售服務股份有限公司
- 新確資訊科技（亞洲）有限公司

## 資料來源
- 新確科技 牆紙變銀紙

## 外部連結
- 新確科技官方網址 suncorptech.com （页面存档备份，存于）